# Riccardia magnicellularis
Riccardia magnicellularis là một loài rêu trong họ Aneuraceae. Loài này được Furuki mô tả khoa học đầu tiên năm 2006.